# ムーンクレスタ
『ムーンクレスタ』 (MOON CRESTA) は、1980年に日本物産から稼働されたアーケード用固定画面シューティングゲーム。
タイトーの『スペースインベーダー』（1978年）の流れを汲んだ縦画面縦方向のシューティングゲームであり、自機を操作して敵を射撃する以外に合体システムを導入している事が特徴。開発はジョルダンおよび日本物産が行い、ゲーム・デザインおよびプログラムは藤原茂樹が担当している。
1985年から1986年にかけて欧州にて各種ホビーパソコンに移植された他、1992年には『ビデオゲームアンソロジー Vol.1 ムーンクレスタ&テラクレスタ』のタイトルでX68000に移植、2001年にはWindows、2002年にはPlayStation、2005年には『オレたちゲーセン族シリーズ』としてPlayStation 2に移植された。その他、オムニバスソフトとして発売されたスーパーファミコンおよびPlayStation用ソフト『ニチブツアーケードクラシックス』（1995年）に収録された。2001年には携帯電話ゲームとして配信された他、2010年にはWii用ソフトとしてバーチャルコンソールアーケードにて、2014年にはPlayStation 4用ソフトとしてアーケードアーカイブスにて、2019年にはNintendo Switch用ソフトとしてアーケードアーカイブスにてそれぞれ配信された。
後に続編となるアーケードゲーム『ムーンクエーサー』（1980年）が稼働された。また後年になって本作の合体システムを継承した『テラクレスタ』（1985年）が同社より稼働された。

## 概要
空前のヒット作となったタイトーの『スペースインベーダー』（1978年）の流行を受け、アーケードゲーム各社が「ポストインベーダー」を狙ってさまざまなシューティングゲームを発売していたころ登場したナムコの『ギャラクシアン』（1979年）をアレンジした作品の1つ。アーケードゲーム基板もギャラクシアンの流用であり、星空は全く同じである。『クレイジー・クライマー』（1980年）と共に日本物産を代表した二大ゲームである。
画面構成は縦画面縦方向となっており、形状の違う3つのカラフルな宇宙船を駆使して固有の名前がついた宇宙生物を倒しながら、宇宙船同士のドッキングでパワーアップもできるなど、当時としては画期的な要素が数々取り入れられていた。テーブル筐体の定価は58万円。
現在はハムスターが権利を受け継いでいる。

## ゲーム内容

### システム
左右2方向レバーと1ボタンで自機（1号機、2号機、3号機の3機）を操作する。1号機は機体が最も小さくて敵をよけやすいが、弾は中心から1発しか撃てない。2号機は1号機よりやや幅広く、左右の突起からそれぞれ同時に2発の弾を出せる。3号機も左右から弾を出すが、それぞれ自機の中心よりかなり離れた位置から発射されるため敵に狙いがつけ辛く撃ち漏らしやすい上、機体が他の2機に比べかなり大きいため小回りが利かず標的になりやすい。ゲーム開始時は画面下から3機合体状態で現れた後、1号機だけが切り離されて敵に向かう。
エクステンドは3万点で1、2、3号機がまとめて増加。開始時の残機が全滅すると、エクステンド分の3機で次の周回の冒頭から再スタートとなる。
電源投入直後のハイスコアは5,000点で、「日本物産株式会社」がエントリーしている。プレイヤーの上位5人までアルファベットでネーム入れができる。なお新日本企画（後のSNK）やアメリカのセガ・グレムリンへのライセンス生産品も、エントリーされていなければそれぞれのメーカー名で表示され、特に新日本企画版はインストラクションカードの下部に「シンニホンキカク」とカナ書きされている。
なお、クロック数を変化させ、動きを高速化したバージョンも出回っていた（メーカー純正か無許可改造かは不明）。

### ドッキング
自機が複数残っていれば、1周につきドッキングステージのチャンスが2度訪れる。スーパーフライまたはメテオの面が終わった直後で、自機が画面中央付近に上昇してドッキングの準備が始まる。自機はある程度の慣性を働かせながら下降し始めるため、レバーの左右移動とボタンの逆噴射を操作して画面下中央の2号機または3号機を目指し、中心軸がうまく合えばドッキング成功となる。
成功すれば、合体した状態で次の面に進めるが、失敗（衝突）すると操作中の自機のみ失われる。制限時間の30.0秒以内にドッキングできなかった場合は残機数に変化はなく、それまでと同じフォーメーションのまま次の戦闘が始まる。ドッキングは3機まで可能で、単発だった個々の機体が順に弾を発射することで連射を使えるようになるためパワーアップ効果は高いが、敵のスピードが速くなってしまう。3機合体は周の2度目のドッキングしか行えない。このドッキングで失敗（衝突）すると1・2号機を同時に失い、3号機だけとなる。
ドッキングするとボーナス点が与えられ、持ち時間の残り（小数点以下を切り捨て）に一定の点数を掛け合わせた分が得点となる。1号機と2号機の合体なら×100点。2号機と3号機（1号機を失った状態）または1号機と3号機（2号機を失った状態）の合体は×200点。1・2号機と3号機の合体は×300点となる。
逆噴射を使わず最速で合体すればそれぞれ、残り19秒×100＝1900点、残り20秒×200＝4000点、残り22秒×300＝6600点を得ることができる。
なお、ここで言う「逆噴射」は、実際には機体の後方から噴射しているので、本来は正噴射と表現するのが正しいが、インストラクションカードにもそのように書いてあるため、表現を合わせている。本項では重力方向へ進む速度を減速させるための噴射という意味で用いている。

### ゲームの流れ
1. コールドアイ（紫）×8
2. コールドアイ（黄）×8
3. スーパーフライ（黄）×8
4. スーパーフライ（紫）×8
5. （ドッキング）
6. フォーディ（黄）×8
7. フォーディ（紫）×8
8. メテオ（紫）2×4
9. メテオ（黄）2×4
10. （ドッキング）
11. アトミックパイル（黄）×8
12. アトミックパイル（紫）×8

## 敵キャラクター
5種類の宇宙生物が登場。弾は撃たず、体当たり攻撃のみを仕掛けてくる。撃破された時と画面外に消えた後に戦線復帰する時の効果音がそれぞれ特徴的。各キャラクターは8体ずつ色違いが計2回出現し、トリッキーな動きで攻めてくる。基本は8体を全滅させることで次へ進むが、メテオは倒さずやり過ごすこともできる。アトミックパイルを全滅させると「FAR OUT!」の表示とともに自機が画面上方に去り、1周クリアとなる。
それぞれの敵の強さに大差はない。また、アトミックパイルは周回と同じ数が一気に垂直落下してくるため、8周目では全てが同時に降り注ぐ。6周目と13周目からは、すべての敵が残り1体になると極端にスピードアップする。
自機が破壊されると、残りの敵がプレイヤーを嘲笑するかのように消えていくのも特徴。
コールドアイ（50点）
目玉模様のような姿の敵。2組1編隊で4編隊が空中を∞の字に飛び、撃つと半分になって半円を左右交互に描くように降下してくる。半円ではなくそのまま円を描くように宙返りすることもある。撃たずに放っておいても一定時間で分裂し、同様の動きで降下する。降下中は飛行スピードが不規則に変わる。紫→黄の順に出現。
自機が破壊されると、画面中央にて小さくなる。
スーパーフライ（30点）
蠅のような姿の敵。画面上方から8体が一斉に現れる。降下中の軌道はコールドアイとほぼ同じだが、飛行スピードはほぼ一定。黄→紫の順に出現。この敵の出現後、1回目ドッキングシーンとなる。
自機が破壊されると、画面中央にて小さくなる。
フォーディ（60点）
戦闘機のような姿の敵。挙動はスーパーフライとほぼ同じだが、飛行スピードが速い。自機の近くで出現し、そのまま破壊してしまうこともある。紫→黄の順に出現。
自機が破壊されると、画面中央にて点が幾つか集まったかのような姿になる。画面外に消えた後に出現する時は、点が伸びて線が幾つか集まり、機体を形成していることがわかる。
メテオ（200点）
隕石のような敵。独特の効果音とともに2体ずつが画面のやや上側から斜めに横切る。スピードが速く、出現のタイミングを把握しないと直撃してやられることもあるが、画面端で回避してやり過ごすこともできる。この敵のみ、画面外に逃しても再攻撃をしてこない。紫→黄の順に出現。この敵の出現後、2回目のドッキングシーンとなる。
自機が破壊されると、画面のやや上側から斜めに横切って画面下に出る。
この攻撃の後にドッキングがあるため展開を考え中央付近で攻撃しないとドッキングのタイムロスになる。
アトミックパイル（100点）
小さな五角形の敵。画面上方で左右に小さく動き、ミサイルのような姿に変形すると同時にまっすぐ落ちてくる。画面下に消えたあとはミサイルの姿のまま自機の上空から再出現する。黄→紫の順に出現。
自機が破壊されると、小さな五角形の姿に戻って画面上からゆっくりと画面下に出る。

## 移植版
| No. | タイトル                                                   | 発売日                                    | 対応機種                                                 | 開発元               | 発売元               | メディア                                        | 型式                             | 備考                                  |
| --- | ---------------------------------------------------------- | ----------------------------------------- | -------------------------------------------------------- | -------------------- | -------------------- | ----------------------------------------------- | -------------------------------- | ------------------------------------- |
| 1   | Moon Cresta                                                | 1985年                                    | コモドール64 ZX Spectrum                                 | Incentive Software   | Incentive Software   | フロッピーディスク カセットテープ               | -                                |                                       |
| 2   | Moon Cresta                                                | 1986年                                    | Amstrad CPC BBC Micro Dragon 32/64                       | Incentive Software   | Incentive Software   | フロッピーディスク カセットテープ               | -                                |                                       |
| 3   | ビデオゲームアンソロジー Vol.1 ムーンクレスタ&テラクレスタ | 1992年11月20日                            | X68000                                                   | 電波新聞社           | マイコンソフト       | 5インチフロッピーディスク                       | DP-3205023                       |                                       |
| 4   | ニチブツアーケードクラシックス                             | 1995年5月26日                             | スーパーファミコン                                       | 日本物産             | 日本物産             | ロムカセット                                    | SHVC-AACJ                        | アーケード版の移植                    |
| 5   | ニチブツアーケードクラシックス                             | 1995年12月29日                            | PlayStation                                              | 日本物産             | 日本物産             | CD-ROM                                          | SLPS-00184                       | アーケード版の移植                    |
| 6   | Ultra2000 ムーンクレスタ                                   | 2001年3月9日                              | Windows                                                  | 日本物産             | メディアカイト       | CD-ROM                                          | -                                | アーケード版の移植                    |
| 7   | ムーンクレスタ                                             | 2001年8月15日                             | J-フォン （Javaアプリ）                                  | イートレックジャパン | イートレックジャパン | ダウンロード （ニチブツコレクション）           | -                                | オリジナル、アレンジ版の2種類から選択 |
| 8   | ムーンクレスタ                                             | 2001年11月                                | iアプリ                                                  | ナムコ               | ナムコ               | ダウンロード （ナムコアプリキャロット）         | -                                |                                       |
| 9   | Major Wave シリーズ アーケードヒッツ ムーンクレスタ        | 2002年6月20日                             | PlayStation                                              | 日本物産             | ハムスター           | CD-ROM                                          | SLPM-87082                       |                                       |
| 10  | Wセレクション15 クレイジークライマー&ムーンクレスタ        | 2002年8月20日                             | Windows                                                  | 日本物産             | メディアカイト       | CD-ROM                                          | -                                |                                       |
| 11  | ムーンクレスタ                                             | 2004年3月16日                             | EZアプリ                                                 | 日本エンタープライズ | 日本エンタープライズ | ダウンロード （最強！GAME王国）                 | -                                | アーケード版の移植                    |
| 12  | 遊遊 ムーンクレスタ                                        | 2004年4月9日                              | Windows                                                  | 日本物産             | メディアカイト       | CD-ROM                                          | -                                | アーケード版の移植                    |
| 13  | オレたちゲーセン族 ムーンクレスタ                          | 2005年7月21日                             | PlayStation 2                                            | 日本物産             | ハムスター           | CD-ROM                                          | SLPM-62645                       | アーケード版の移植                    |
| 14  | アーケードヒッツ ムーンクレスタ                            | 2007年11月14日                            | PlayStation 3 PlayStation Portable (PlayStation Network) | 日本物産             | ハムスター           | ダウンロード （ゲームアーカイブス）             | -                                | アーケード版の移植                    |
| 15  | ムーンクレスタ                                             | 2010年3月9日                              | Wii                                                      | 日本物産             | ハムスター           | ダウンロード （バーチャルコンソールアーケード） | -                                | アーケード版の移植                    |
| 16  | ムーンクレスタ                                             | INT 2012年1月22日 2012年1月24日           | Android                                                  | 日本物産             | ハムスター           | ダウンロード                                    | -                                |                                       |
| 17  | ムーンクレスタ                                             | 2014年8月26日 2015年5月29日 2015年9月29日 | PlayStation 4 (PlayStation Network)                      | 日本物産             | ハムスター           | ダウンロード （アーケードアーカイブス）         | CUSA-00649 CUSA-00982 CUSA-02669 |                                       |
| 18  | ムーンクレスタ                                             | 2019年1月31日                             | Nintendo Switch                                          | 日本物産             | ハムスター           | ダウンロード （アーケードアーカイブス）         | -                                |                                       |

PC-8001版
「月刊アスキー」に掲載。容量の関係から敵はコールドアイしかいないが、グラフィックは忠実だった。
X68000版
「ビデオゲームアンソロジーvol.1 テラクレスタ/ムーンクレスタ」として発売。フロッピーディスクをドライブ1に挿入するとムーンクレスタが起動する（テラクレスタはドライブ0起動）。
ニチブツアーケードクラシックス版
『クレイジー・クライマー』（1980年）、『フリスキー・トム』（1981年）と共に収録。PlayStation版は『SF-X』（1983年）など3本を追加収録。
PlayStation版
Major Wave シリーズ アーケードヒッツの1本として発売。「SF-X」も収録。2007年11月14日にはゲームアーカイブスで配信開始。
PlayStation 2版
「オレたちゲーセン族」シリーズの1本として発売。
Wii版
2010年3月9日配信開始。
PlayStation 4版
2014年8月26日配信開始。
Nintendo Switch版
2019年1月31日配信開始。

## 評価
アーケード版
1991年にそれまで稼働されていたアーケードゲーム全てを対象に行われたゲーメスト読者の人気投票によるゲーメストムック『ザ・ベストゲーム』では52位を獲得した。また、1998年にそれまで発売されていたアーケードゲーム全てを対象に行われたゲーメストムック『ザ・ベストゲーム2』では、『名作・秀作・天才的タイトル』と認定された「ザ・ベストゲーム」に選定され、同書では自機の3種類の機体にそれぞれ特徴がある事や「ドッキング」のシステムに関して、「自機がパワーアップするというのは当然のような認識があるが、この頃ではすべてが斬新であった」と革新性を高く評価した。また敵キャラクターに全て名前が付けられている点が画期的であったとし、また敵弾が一切ない事も特徴であると指摘した。その他、エクステンドによって1・2・3号機の残機が一度に増加する事に関して「このゲームの魅力のひとつでもある」と高く評価した他、本作のシステムが『テラクレスタ』に継承された事を指摘した。

## 関連作品
EAGLE
Centuri社によるコピーゲームで、グラフィックとサウンドを改変したもの。
ムーンクエーサー
ムーンパルサー
ムーンシャトル
ムーンシリーズとして複数の作品が存在したが、流通数は少なかったようであまり知られていない。
テラクレスタ
1985年発売。ゲーム内容はムーンクレスタと異なるが、自機を合体させる要素は受け継がれている。
家庭用では、さらに続編として『テラクレスタII』（1992年）や『テラクレスタ3D』（1997年）が発売された。
ソルクレスタ
2022年プラチナゲームズより発売、家庭用（Nintendo Switch、PlayStation 4、Steam）。ムーンクレスタ、テラクレスタでの合体や編成をシステムに盛り込んだ正当続編。本作、『テラクレスタ』シリーズ、『マグマックス』と世界観を共有しており、自機は「CR47」と命名され、本作の敵は『テラクレスタ』シリーズのラスボスのマンドラーの配下となっている。

## ムーンクレスタが登場する作品
- ワーナー・ブラザースの映画ロストボーイ（1987年作品）内において、当ゲームの効果音やBGMの一部をゲームコーナーの環境音として使用している場面がある。
- マックスマシーン（コモドール）用ソフト「ジュピターランダー」はムーンクレスタのゲーム開始音とドッキング成功時の曲を流用している。
- カセットビジョン（エポック社）用ソフト「ギャラクシアン」のゲーム開始時の曲はムーンクレスタの曲を流用している。